# Azjabatsjemeer
Het Azjabatsjemeer (Russisch: Ажабачье озеро, Itelmeens: Шанталы; Sjantaly) is een meer op het Russische schiereiland Kamtsjatka, aan de rivier de Kamtsjatka, iets voor haar monding in de Grote Oceaan. Het meer wordt omringd door bergen en bossen. In het meer bevindt zich een van de grootste zalmkwekerijen (rode zalm) ter wereld.
De naam van het meer komt uit het Itelmeens en is afgeleid van het woord 'azjaba', wat 'rode zalm' (Russisch: nerka) betekent en tevens wordt gebruikt als naam van de zevende maand op de Itelmeense kalender.
Bij het meer bevond zich een Kozakkenostrog en -plaats genaamd Nizjnekamtsjatsk, die lange tijd het bestuurlijk centrum van het gebied vormde, maar in de Sovjettijd werd gesloten. In de jaren 50 werd de viskwekerij geopend.